# کوکوسوندا
کوکوسوندا (روسی: Кукусунда) یک رودخانه در سرزمین کراسنویارسک کشور روسیه است.